# 米申岩
米申岩（英語：Mission Rock），是南極洲的岩石，處於阿德萊德島南端，由英國皇家海軍繪入地圖，在1963年由英國南極名稱諮詢委員會命名，現時由南極條約體系管理。